# Самарийтрижелезо
Самарийтрижелезо — бинарное неорганическое соединение
железа и самария
с формулой Fe3Sm,
кристаллы.

## Получение
- Сплавление стехиометрических количеств чистых веществ:

{\displaystyle {\mathsf {3Fe+Sm\ {\xrightarrow {1010^{o}C}}\ Fe_{3}Sm}}}

## Физические свойства
Самарийтрижелезо образует кристаллы
тригональной сингонии, пространственная группа R 3m, параметры ячейки a = 0,5187 нм, c = 2,4910 нм, Z = 9,
структура типа плутонийтриникеля Ni3Pu
.
Соединение образуется по перитектической реакции при температуре 1010°С
.